# 宿翱航空
宿翱航空（英語：Cebgo）是一間以菲律賓馬尼拉帕賽市為總部的廉價航空公司，成立於邦板牙省，前稱東南亞航空（ / ）及菲律賓虎航（Tigerair Philippines）。其主要機場為宿霧麥克坦國際機場以及馬尼拉的艾奎諾國際機場，次要的樞紐為克拉克的迪奧斯達多·馬卡帕加爾國際機場以及長灘島的卡利博機場。
2014年，欣豐虎航与菲律宾宿霧航空结盟，以700万美元的价格把它所持的菲律宾虎航的40%股权脱售给宿霧航空公司。其後，菲律宾虎航在2015年5月11日更名「宿翱航空」，成為宿霧太平洋航空的全資子公司.

## 目的地
- 菲律賓
  - 馬尼拉 ~ 總部
  - 克拉克 ~ 樞紐
  - 阿克蘭省卡利博 ~ 樞紐
  - 公主港
  - 巴斯科（Basco）
  - 艾爾尼多（El Nido） ~ 停航
  - 塔布拉斯（Tablas）
  - 特鐵（Taytay）
  - 維港（Vigan）

## 機隊
- 8架ATR72-500
- 2架ATR72-600